# سرآب گرم
سرآب گرم نام چشمه‌ای همیشه جوشان و پرآب است، که در استان کرمانشاه، در بخش مرکزی شهرستان سرپل ذهاب، دهستان حومه و در ۵ کیلومتری این شهرستان واقع شده است.
سرآب گرم در اسفند ۱۴۰۰ توسط سازمان میراث فرهنگی در فهرست میراث طبیعی ایران قرار گرفته‌است.
چشمه سرآب گرم در کم‌باران‌ترین سال‌ها نیز همچنان پرآب و جاری بوده است. آب این سرآب برای تأمین آب آشامیدنی و همچنین مصارف کشاورزی منطقه استفاده و بهره‌برداری می‌گردد. این چشمه دارای یک مخزن اصلی می‌باشد که دیوارکشی شده و کاملاً تحت محافظت است، چرا که آب آشامیدنی شهرستان از این محل تأمین می‌گردد. مازاد آب این کانال از طریق دریچه‌های خروجی به مخزن استخرمانندی می‌ریزد، که در ایام تابستان محلی برای استراحت و شنای اهالی و مهمانان شهرستان می‌باشد.
ویژگی بی‌نظیری که در مورد این چشمه وجود دارد این است که آب این چشمه در فصول سرد سال گرم است و علت نام‌گذاری آن به سرآب گرم نیز همین می‌باشد.
این سرآب در اکثر فصول سال و به ویژه در فصل بهار و تابستان مکانی بسیار زیبا و مفرح است که معمولاً مورد بازدید اهالی و مهمانان شهرستان قرار می‌گیرد.